# Формальна та сучасна логіка

Логіка - не вчення, а відображення світу. (Л. Вітгенштайн)
Логіка як наука є єдиною теорією. Ця єдність обумовлена тим, що і для традиційної, і для сучасної логіки предмет і метод залишаються одними і тими самими. Відмінність полягає лише в тому, що в сучасній логіці метод формалізації застосовується послідовніше. Це й стало однією з підстав називати сучасну логіку математичною.
Коли ж ми даємо визначення традиційної логіки, то зазначаємо, що це такий розділ логіки як науки про мислення в якому застосовується метод формалізації у напівформальному вигляді (тобто, поряд із штучною символікою використовуються фрагменти природної мови). Сучасна логіка застосовує метод формалізації в чистому вигляді, виключаючи будь-які засоби природної мови.

## Сучасна логіка

### Історія
У сучасній логіці умовно можна виділити такі історичні періоди:
- передісторія сучасної логіки
- період алгебри логіки
- період розробки логіки, як теорії обґрунтування математики
- період розробки металогіки, логічної семантики, некласичної логіки

Передісторія сучасної логіки пов'язана з діяльністю Т. Гоббса, Р. Декарта, і особливо Г. Лейбніца.
У Т. Гоббса виникла ідея розглядати процес міркування як числення, Р. Декарт ввів і обґрунтував такі важливі для сучасної логіки поняття, як «змінна величина» і «функція», Г. Лейбніца вводить символи для позначення логічних постійних.
Період алгебри логіки починається з опублікування в 1847 р. англійським логіком Дж. Булем книжки «Математичний аналіз логіки».
Дж. Буль вводить у логіку алгебраїчну символіку для побудови логічних числень, розглядає процес умовиводу як розв'язання логічних рівностей.
Розробка логіки як теорії обґрунтування математики пов'язана з кризовими ситуаціями, що в науці і, зокрема в математиці, мали місце на межі XIX–XX ст. Коли виявилося, що в основі теорії множин, яка застосовувалася для обґрунтування математики, містяться нерозв'язні суперечності, виникла необхідність звернення до логіки, оскільки в ній сподівалися знайти засоби усунення кризових ситуацій у підвалинах математики. Але для цього потрібно було, щоб логіка мала досить ефективний інструментарій для вивчення логічної структури наукової теорії. Це й зумовило розробку німецьким логіком Готлобом Фреге аксіоматичної побудови числення висловлювань, теорії квантифікації, основних принципів логічної семантики.
Сама теорія логічного обґрунтування математики була викладена англійськими логіками Бертраном Расселом і Альфредом Уайтхедом в їхній спільній праці «Принципи математики».
Нарешті, період розробки металогіки, логічної семантики пов'язаний з діяльністю Львівсько-Варшавської школи, працями Р. Карнапа,А. Тарського,Я. Лукасевича,К. Льюїса та ін.
У кожному з цих періодів можна знайти продовження і поглиблення тих проблем, які були порушені у традиційній логіці. Це також є підставою розглядати логіку як єдину систему.

### Напрямки сучасної логіки

#### Теоретична логіка
Теоретична логіка - сукупність логічних теорій (логічних систем знання), що виникли історично як певна ступінь розвитку науки логіки, а саме, традиційна логіка, символічна логіка (класична та некласична). На сучасному етапі розвитку до теоретичної логіки належать нові напрями формальних і неформальних логічних досліджень.

#### Прикладна логіка
Прикладна логіка - сфера застосування науки логіки; різноманітність практичного використання логічних теорій, унаслідок чого логіка виконує методологічну функцію і набуває прикладного значення. Практичне використання логічних теорій має форму інтерпретації. Інтерпретована в певній сфері практичної та пізнавальної діяльності людей логічна теорія називається моделлю.
До прикладних логік належать комп'ютерна логіка, логіка науки, логіка дискурсу, юридична логіка й інші напрями формальних і неформальних логічних досліджень, пов'язаних із конкретною сферою наукового пізнання та практичного використання логічного знання.

#### Металогіка
Металогіка - розділ сучасної логіки, що досліджує особливості побудови формальних систем (логічних теорій, логічних. числень); логічна метатеорія. Вона формулює принципи і правила побудови формальних систем, вводить особливу термінологію і метасимволи, які характеризують металогічний рівень сучасних логічних досліджень. Складові частини металогіки - логічна семантика, логічний синтаксис, логічна прагматика.

## Формальна логіка

### Формальна логіка як наука
Формальна логіка може бути визначена як наука про закони і форми правильного мислення або наука про закони і форми теоретичного пізнання на рівні абстрактного мислення. Головним предметом її є аналіз правильності [[міркування]] і мовлення, формулювання законів і принципів, дотримання яких є необхідною умовою істинності висновків.
Особливість правильного теоретичного пізнання полягає в тому, що істинні, вірні міркування і посилки завжди ведуть до істинного висновку і вірного способу пізнання. Вірним буде, скажімо, таке розмірковування: “Якщо є причина, відповідно є наслідок”, “Має місце певне явище, відповідно, повинна бути і його конкретна причина”.
Тобто формальну логіку також можна назвати наукою, яка вивчає форми мислення з точки зору їх структури, закони і правил досягнення похідного знання. Ця наука вивчає загальні прийоми, що використовує людина у процесі теоретичного пізнання дійсності.

### Означення формальної логіки
Формальна логіка - логіка, яка вивчає формальну структуру мислення, абстрагуючись від його змісту, процес міркувань, відокремлюючи їх абстрактні форми, виражені певною мовою.
Сфера досліджень сучасної формальної логіки - це особливості побудови формальних систем (логічних числень) і можливостей їх інтерпретації.

### Неформальна логіка
Неформальна логіка - новий напрям сучасних логічних досліджень, спрямований на моделювання мовленнєвих актів - міркувань, що створює людина в повсякденному житті певною мовою. Неформальна логіка трактується як "реанімація" традиційної логіки Арістотеля, зокрема тих його логічних праць ("Топіка", "Про софістичні спростування"), які уособлюють сферу повсякденних міркувань (А. Шуман). Предметом дослідження сучасної неформальної логіки (теорії мовленнєвих актів) є логічна структура повсякденної мови, способи використання природної мови; аналіз висловлювань як виявлення ментального стану людини.

## Список рекомендованої літератури
- А. Ішмуратов. Сучасна логіка // Філософський енциклопедичний словник / В. І. Шинкарук (гол. редкол.) та ін ; Інститут філософії імені Григорія Сковороди НАН України. — Київ : Абрис, 2002. — С. 624. — 742 с. — 1000 екз. — ББК 87я2. — ISBN 966-531-128-X.
- Пасько Я.І., Білецький В.В., Савенкова М.Є., Бурега В.В. Логіка : навчально-методичний посібник / Заг.ред. Бурега В.В. – Донецьк: ДонДДУ, 2004
- Антисери Д., Реале Д. Западная философия от истоков до наших дней: В 4 т. - М., 2001.
- Аристотель. Сочинения: В 4 т. - М., 1978.
- АрноА., Николь П. Логика, или Искусство мыслить. - М., 1991.
- Бэкон Ф. Сочинения: В 2 т. - М., 1978. - Т. 1. Войшвилло Е. Символическая логика. - М., 1989. Зиновьев А. Очерки комплексной логики. - М., 2000. ІвінА. Логіка. - К., 1996.
- Ішмуратов А. Вступ до філософської логіки. - К., 1996.
- Кант И. Сочинения: В 6 т, - М., 1964. - Т. 3.
- Клини С. Математическая логика. - М., 1973.
- Конверсъкий А. Логіка (традиційна і сучасна). - К., 2004.
- Кондаков Н. Логический словарь-справочник. - М., 1975.
- Логический словарь "Дефорт". - М., 1994.
- Лукасевич Я. Аристотелевская силлогистика с точки зрения современной формальной логики. - М., 1959.
- Маковельский А. История логики. - М., 1967.
- Минто В. Дедуктивная и индуктивная логика. - С.-Пб., 1995.
- Переверзев В. Логистика: Справочная книга по логике. - М., 1995.
- Попович М. Очерк развития логических идей в культурно-историческом контексте. - К., 1979.
- Попов П., Стяжкин Н. Развитие логических идей от античности до эпохи Возрождения. - М., 1974.
- Рассел Б. Философия логического атомизма. - Томск, 1999.